# Nentsiska
| Wikipedia Incubator | Wikimedia Foundation har en testupplaga av Wikipedia på Nentsiska. |

Nentsiska (äldre benämningar jurakiska och juraksamojediska) är en sammanfattande term för de två närbesläktade, men inbördes föga begripliga, dialektgrupperna tundranentsiska och skogsnentsiska. Nentsiskan hör i sin tur till de inbördes besläktade samojediska språken som är avlägset besläktade med övriga uraliska språk.. Nentsiska talas av nenetser i norra Ryssland.
Alfabetet består av totalt 32 konsonanter och sju vokaler. Skriftspråket använder sig av det kyrilliska alfabetet.
Skogsnenetsiska talas ungefär av 1500 personer och tundranenetsiska av ca 20 000 personer.